# Live at Carnegie Hall (album de Renaissance)

Live at Carnegie Hall est un album double du groupe rock progressif britannique Renaissance, enregistré en concert au Carnegie Hall de New-York en 1976. Il présente la longue suite Song of Scheherazade avec l'Orchestre Philharmonique de New-York avec une chorale, en plus d'autres pièces du même disque ainsi que de leurs albums précédents. 

## Contenu
- Toutes les chansons sont de Michael Dunford et Betty Thatcher, sauf indication contraire.

Disque un :
- 1 - Prologue (Dunford) - 7:35
- 2 - Ocean Gipsy - 7:55
- 3 - Can You Understand ? - 10:20
- 4 - Carpet Of The Sun - 4:15
- 5 - Running Hard - 9:43
- 6 - Mother Russia - 10:48

Disque deux :
- 1 - Song Of Scheherazade - 28:50
  - a : Fanfare (John Tout)
  - b : The Betrayal (Jon Camp, Tout, Dunford)
  - c : The Sultan (Dunford, Thatcher)
  - d : Love Theme (Camp)
  - e : The Young Prince and Princess as told by Scheherazade (Dunford, Thatcher)
  - f : Festival Preparations (Camp, Tout, Dunford)
  - g : Fugue For The Sultan (Tout)
  - h : The Festival (Dunford, Thatcher)
  - i : Finale (Camp, Tout, Dunford)
- 2 : Ashes Are Burning 23:50

## Personnel
- Annie Haslam : Chant sauf sur The Sultan, chœurs
- Michael Dunford : Guitares acoustique et électrique, chœurs
- John Tout : Claviers, chœurs
- Jon Camp : Basse, chant sur The Sultan, chœurs
- Terrence Sullivan : Batterie, percussions, chœurs

## Musiciens additionnels
L'Orchestre Philharmonique + Chorale sous la direction de Tony Cox 

## Production
- Carmine Rubino - Ingénieur
- Dick Plant : Mixing aux Studios De Lane Lea, Wembley, Angleterre
- Barry Kid : Assistant au mixing